# Dècada del 200
La dècada del 200 comprèn el període que va des de l'1 de gener del 200 fins al 31 de desembre del 209.

## Personatges destacats
- Septimi Sever, emperador romà (193-211)
- Caracal·la, emperador romà (198-217)